# Nike Art Gallery
Il Nike Art Gallery è un centro d'arte nigeriano che mette a disposizione laboratori e corsi di formazione gratuiti rivolti ad artisti e artigiani nigeriani.

## Storia
La prima galleria è stata fondata nel 1983 a Osogbo per volontà dell'artista e filantropa Oyenike Monica Okundaye, con l'obiettivo di garantire una preparazione culturale e artistica ai giovani e senza l'aiuto del governo locale. Inizialmente la stessa Okundaye vendeva le proprie opere d'arte e organizzava seminari sull'arte. L'istituto comprendeva venti studentesse le quali non potevano permettersi altri studi per motivi economici o altri motivi di studi.
Nel 1996 la Okundaye fonda un centro tessile dove operano circa duecento donne a Ogidi e nel 2002 è stato creato il "Art and Culture Research Center" ad Abuja, strutturato in un museo d'arte e un centro tessile. Questo locale è il primo in Nigeria a permettere l'uso di piattaforme di ricerca sulla tessitura.
Dopo alcuni ristrutturamenti, il centro di Lagos è il più grande dell'Africa Occidentale, edificato in quattro piani di struttura, poi aumentati a cinque con una collezione di circa otto mila opere di vari artisti nigeriani, inclusi dipinti e sculture. Inoltre, è diventato un sito turistico, riconosciuto non solo come centro d'arte, ma anche come esposizione permanente ed è anche una delle gallerie private più grandi nel territorio africano come afferma la CNN.
Oyenike Monica Okundaye è tuttora la Direttrice Generale e l'Amministratore Delegato del Nike Center for Art and Culture, dal 1994 della "Nike Art Productions Limited", dal 2007 della "Nike Art Gallery Limited" e dallo stesso anno della "Nike Research Centre for Art and Culture Limited". Inoltre, è stata creata una fondazione a sostegno delle varie attività a cui collaborano varie personalità locali per la promozione del territorio locale. Il centro conta oltre 3000 giovani nigeriani che si sono specializzati in arte tessile, trovando nell'arte un mezzo di sostentamento. Grazie anche all'aiuto di questo centro, l'artista nigeriana è stata insignita di vari riconoscimenti.

## Struttura
Il centro prevede vari laboratori, senza alcun piano di studio. Ci sono corsi di danza africana, pittura, musica e tessitura oltre che di mosaico, beadwork e batik. Tra le attività, vi è quella del laboratorio Batik, un workshop tipicamente africano.
Il centro ammette attualmente studenti universitari provenienti da diverse università nigeriane per i programmi di formazione in disegno industriale con specializzazione tessile. Nel corso degli anni, il centro ha aperto la partecipazione anche a studenti provenienti da tutta Europa, Canada e Stati Uniti d'America. 
Di grande richiamo internazionale, per ricercatori e studiosi di arte tradizionale africana, sono i corsi di tintura tradizionale.

## Sedi
Il centro ha sedi nelle seguenti città del Paese:
- Lagos
- Oshogbo
- Ogidi
- Abuja